# Centro (Guarulhos)
Centro é um bairro da cidade de Guarulhos localizado no distrito-sede do município, faz divisa com os bairros de Gopoúva, Macedo, Maia, Picanço, Porto da Igreja, Torres Tibagy, Várzea do Palácio e Vila Augusta.
Centro configura-se como a maior concentração comercial e de prestadores de serviços do município, além de possuir núcleos residências de classe média alta. Localizado no sudoeste do município, possuí bastante proximidade ao núcleo central da capital paulista. Segundo o Censo de 2010, sua população era de 17.142 habitantes e seu território possuía 2,82 quilômetros quadrados.

## Origem
O Centro se originou como um dos povoamentos destinados à defesa da recém-criada Vila de São Paulo de Piratininga, do possível ataque da tribo dos índios Tamoios. Aceita-se como data oficial da fundação do Centro (e consequentemente do município), o dia oito de dezembro de 1560, data em que o jesuíta português Manoel de Paiva liderou a construção da igreja Nossa Senhora da Conceição.

## Desenvolvimento
Deste sua fundação (1560) até meados do século XX, a região do atual distrito do Centro se resumia a um pequeno e arcaico núcleo residencial, com pouca movimentação (exceto no período da exploração do ouro, na passagem dos séculos XVI para XVII na região do atual bairro de Lavras) e infraestrutura precária. No século XIX, o Centro era a sede da Freguesia da Nossa Senhora da Conceição dos Guarulhos, que possuía outros núcleos de povoamento, como Nossa Senhora de Bonsucesso (atual distrito do Bonsucesso), Cabuçu, Pimentas, Vila Galvão, dentre outros. A Freguesia não possuía autonomia política, pois pertencia a Vila de São Paulo. Em 1880, com a aprovação da emancipação politico-administrativa de São Paulo, as regiões dos distritos do Centro e Vila Galvão começaram a se desenvolver de fato. Ao longo do século XX, podemos elencar três momentos decisivos para evolução e desenvolvimento da região do centro:
- Instalação do ramal ferroviário Guapyra-Guarulhos, em 1915: facilitou o deslocamento entre a Capital e Guarulhos, inicialmente de cargas entre as localidades, em seguida de pessoas, marcando assim o início da estruturação urbana do Centro (pavimentação, iluminação pública, saneamento, etc.);

- Processo migratório: Com muita intensidade entre ás décadas de 1960 e 1980, toda a região da Grande São Paulo (incluído Guarulhos), recebeu um grande número de migrantes advindos principalmente do Nordeste brasileiro e do interior dos estados de São Paulo e Minas Gerais. Grande parte dessa massa de pessoas se alocou em regiões distantes do Centro (Pimentas, Bonsucesso, São João dentre outros bairros), fazendo com que a população do município se elevasse e impulsionando o desenvolvimento comercial do Centro;

- Inauguração do Aeroporto Internacional de São Paulo - Guarulhos, 1985: A instalação do Aeroporto impulsionou o desenvolvimento do setor hoteleiro no município, bem como de outros serviços (restaurantes, bares, entretenimento, etc, além de proporcionar projeção mundial para a cidade.

Outro fator que impulsionou o desenvolvimento do distrito do Centro é a proximidade com importantes rodovias, como a Rodovia Presidente Dutra, Rodovia Fernão Dias e Rodovia Ayrton Senna.

## Características atuais
Atualmente, o distrito do Centro se configura como a maior concentração de estabelecimentos comerciais e de serviços do município. Além da densidade, existe uma grande diversificação desses estabelecimentos. Encontra-se grande número de estabelecimentos nos setores de vestuário, calçados, alimentação, farmacêutico, eletroeletrônico, mobiliário, cosmético, serviços médicos, bancário, financeiro, jurídico, hotelaria, gastronômico, educacional dentre outros. Grande parte desses estabelecimentos localiza-se nas vias principais do Centro, sendo elas a Rua Dom Pedro II, Felício Marcondes e Cerqueira Cesar (ocupadas pelo popular "Calçadão da Dom Pedro"), Ruas Capitão Gabriel, Luiz Faccini, João Gonçalves, Osvaldo Cruz e Sete de Setembro (notáveis pelo comércio e serviços bancários), Avenidas Paulo Faccini, Doutor Timóteo Penteado, Salgado Filho e Tiradentes (serviços diversificados e do setor gastronômico), além das praças Tereza Cristina (Praça da Matriz), Getúlio Vargas e do Rosário (comércio e serviços diversificados) e Praças Paschoal Thomeu e IV Centenário (notáveis pelo numero de hotéis instalados).  Vale ressaltar grande número de órgãos públicos, tento em escala municipal (algumas secretárias), estadual (fórum, posto fiscal) e federal (Ministério Público Federal, Procuradoria Federal)
O centro de Guarulhos não é densamente verticalizado (como ocorre em outros munícipios, dentre eles São Paulo, Campinas, Ribeirão Preto), sendo que grande parte dos edifícios de grande porte são novos e de caráter residencial.
Atualmente o Centro tem recebido novos empreendimentos do setor imobiliário e atraindo investimentos do setor de turismo de negócios e estabelecimentos gastronômicos (bares, restaurantes, etc.)

## Subdivisões
Assim como os demais distritos de Guarulhos, o Centro é formado por diversos bairros menores. Grande parte dos mesmos possuem denominação desconhecida  pela população, sendo tratados genericamente como Centro de Guarulhos. Entretanto, com base na Lei de Zoneamento de Guarulhos e alguns mapas municipais, podemos citar as seguintes subdivisões:
- Centro Histórico e Comercial: Segundo a Lei de Zoneamento de Guarulhos, é a região aonde se encontra a maior parte do setor comercial e de serviços do Centro (e do município), fóruns, prédios históricos (Igreja Matriz, Casa José Maurício de Oliveira) e instituições de ensino superior (Universidade de Guarulhos, Faculdade Eniac, Faculdades Integrada de Guarulhos a “figuinha”) Essa região é compreendida entre as ruas Luiz Faccini, Avenida Tiradentes, Rua José Maurício, Octavio Forghieri, Maria Lúcia Vita, Ipê, Doutor Nilo Peçanha, Ladeira campos Sales, Doutor Ramos de Azevedo e Coronel Portilho, Padre Celestino e Avenida Monteiro Lobato.

- Vila Progresso: Localizada ao longo da Avenida Doutor Timóteo Penteado, possui característica residencial de classe média / média alta (com pouca verticalização);

- Jardim Zaíra: Localizado entre a Rua Nossa Senhora Mãe dos Homens, Av. Tiradentes e Timóteo Penteado, possui característica residencial de classe média / média alta (com média verticalização). Nesse bairro são encontrado considerável número de estabelecimentos de serviços médicos (clínicas, assistências, consultórios, etc.);

- Jardim Gumercindo e Jardim Guarulhos: Localizados entre a Avenida Tiradentes, Rua Nilo Peçanha e Rua José Maurício. Possuem característica residencial de classe média (com pouca verticalização). Por se situarem nas proximidades dos fóruns cível e trabalhista, estes bairros possuem considerável número de escritórios de advocacia;

- Jardim Santa Francisca: Localizado entre a Rodovia Presidente Dutra, Avenidas Antônio de Souza e Presidente Castelo Branco. Possui característica residencial de classe média (com pouca verticalização). O local também aloca algumas construções de grande porte que alocam grandes varejistas, como o Extra, Wal Mart, Assaí, Kalunga, Makro, Dicico e as concessionárias Itavema e Hyundai;

- Vila das Palmeiras: Localizado entre a Rodovia Presidente Dutra, Viaduto Cidade de Guarulhos, Avenida Monteiro Lobato e Rua Padre Celestino. Possui característica residencial de classe média (com pouca verticalização);

- Jardim São Paulo: Localizado entre a Avenida Monteiro Lobato, Paulo Faccini, Tiradentes e Rua Luiz Faccini. Possui característica residencial de classe média  e média alta (com média verticalização). Este bairro faz parte do circuito gastronômico de Guarulhos.

## Problemas
Um dos maiores problemas do Centro de Guarulhos está relacionado a precária infraestrutura viária da região. As ruas recebem grande fluxo de veículos e de pedestres, são estreitas e suas calçadas são irregulares. Por ser uma área urbana antiga e já consolidada, as sucessivas administrações municipais encontram inúmeros obstáculos no tocante a readequações viárias.